# Microphorella praecox
Microphorella praecox är en tvåvingeart som först beskrevs av Friedrich Hermann Loew 1864.  Microphorella praecox ingår i släktet Microphorella och familjen styltflugor. Inga underarter finns listade i Catalogue of Life.